# París Volley
El París Volley es un equipo de voleibol francés de la ciudad de París.

## Historia
El equipo nace en 1998 tras la fusión de Paris université club (PUC) y PSG Racing disputando desde principio la Ligue A y ganando la Copa de Francia en su primer año de vida. En la temporada siguiente 1999-00 consigue ganar el campeonato francés, revalida título de Copa y también gana la Recopa de Europa. En Europaa sigue imparable: en noviembre gana la última Supercopa de Europa de la historia y el 24 de marzo de 2001 levanta la  Liga de Campeones tras ganar por 3-2 el Sisley Treviso.
Después de esos triunfos no logra igualar los registros en Europa, sin embargo en Francia gana numerosos títulos. Por fin en la temporada 2013-14 el equipo gana su segunda Copa CEV derrotando los rusos del Nizhny Novogorod: pese a haber perdido la ida por 0-3 vence por 3-1 en la vuelta ganando por 15-11 el decisivo Golden Set.

## Palmarés
- Campeonato de Francia (9)

1999-00, 2000-01, 2001-02, 2002-03, 2005-06, 2006-07, 2007-08, 2008-09, 2015-16
2º lugar (4) : 1998-99, 2012-13, 2013-14, 2014-15
- Copa de Francia (4)

1998-99, 1999-00, 2000-01, 2003-04
2º lugar (1) : 2013-14
- Supercopa de Francia (3)

2004, 2006, 2013
2º lugar (1) : 2014
- Champions League (1)

 2000-01
- Copa CEV (2)

1999-00, 2013-14
- Supercopa de Europa (1)

2000